# 여주 강한사
여주 강한사(驪州 江漢祠)는 경기도 여주시에 있는 사당이다. 송시열이 배향되어 있다. 1972년 5월 4일 경기도의 유형문화재 제20호로 지정되었다.

## 개요
조선 중기의 학자이며 정치가인 우암 송시열의 뜻을 기리고 제사지내기 위해 지은 사당이다. 송시열은 일생을 주자학 연구에 몰두한 대선비로 생원시에 합격하여 영의정까지 지냈다.
정조 9년(1785)에 왕이 김양행에게 사당을 짓게 하고 송시열에 대한 존칭인 '대로(大老)'의 명칭을 붙여 사당 이름을 대로사라고 하였다. 그 뒤 고종 10년(1873) 10월에 강한사라 개칭하였다.
건물은 강당과 사묘, 관리인이 거주하는 부속건물로 이루어져 있는데 비교적 간단한 규모이나 배치가 특이하다. 출입문인 장인문이 서쪽으로 나있으며 사묘 또한 서쪽을 바라보고 있는데, 이것은 영릉(효종의 릉)을 바라보기 위한 것이라 전해지고 있다.
고종 8년(1871) 흥선대원군이 전국의 서원을 철거할 때 송시열을 모시던 44개의 서원이 모두 헐렸으나 오직 대로사만이 강한사라는 이름으로 바뀌어 남게 되었다.

## 같이 보기
- 송시열
- 대로사비

## 참고 자료
- 강한사 - 국가유산청 국가유산포털
- 대로서원 - 대로사(大老祠), 강한사(江漢祠) - 한국서원연합회